# Teoria queer
La teoria queer è una teoria sociologica, incentrata sulla critica e il riesame dei concetti di sesso e genere, emersa all'inizio degli anni novanta negli Stati Uniti e in Europa.

## Teoria
La teoria nacque in seno agli studi gay e lesbici, agli studi di genere e alla teoria femminista. Sulla scia delle tesi di Michel Foucault, Jacques Derrida e Julia Kristeva, la teoria queer mette in discussione la naturalità dell'identità di genere, dell'identità sessuale e degli atti sessuali di ciascun individuo, affermando invece che esse sono interamente o in parte costruite socialmente, e che quindi gli individui non possono essere realmente descritti usando termini generali come "eterosessuale" o "donna". La teoria queer sfida pertanto la pratica comune di dividere in compartimenti separati la descrizione di una persona perché "entri" in una o più particolari categorie definite.
Laddove gli studi gay e lesbici analizzano in particolare il modo in cui un comportamento viene definito "naturale" o "innaturale" rispetto al comportamento eterosessuale, la teoria queer cerca di comprendere qualsiasi attività o identità sessuale che ricada entro le categorie di normativo e deviante.
In particolare, la teoria queer rigetta la creazione di categorie ed entità-gruppo artificiali e socialmente assegnate basate sulla divisione tra coloro che condividono un'usanza, abitudine o stile di vita e coloro che non lo condividono.

## Storia
A coniare la formula "teoria queer" fu Teresa de Lauretis, nell'ambito di una conferenza tenutasi all'Università della California, Santa Cruz, nel febbraio 1990. Gli atti della conferenza sono stati pubblicati l'anno seguente. Contemporaneamente vedono la luce altri due testi che ebbero grande eco in questo ambito di studi: Gender Trouble di Judith Butler e Epistemology of the Closet di Eve Kosofsky Sedgwick.
Negli anni successivi si moltiplicano le opere a tema, dando avvio alla controversa storia del termine. Nel 1993 Butler ritorna sui temi di Gender Trouble con Bodies that Matter e conclude con un posizionamento "Criticamente Queer" dopo avere intersecato le ulteriori riflessioni di Sedgwick sulla performatività. Con performatività del genere si intende la sua capacità «di costituire l'identità che, a detta di tutti, è».
Ma nel 1994 l'uso sistematico di lesbian in The Practice of Love da parte della stessa Teresa de Lauretis mette in discussione l'incontrollata rapidità degli sviluppi e usi a cui la "queer theory" è stata soggetta. A tal proposito de Lauretis dichiara: "Per quanto riguarda la 'teoria queer', il mio insistere nello specificare lesbica può certamente essere inteso come una presa di distanza da quello che, dal momento in cui l'ho proposto come ipotesi di lavoro per gli studi gay e lesbici proprio in questa rivista (differences 3, 2), è diventato assai rapidamente una creatura concettualmente vacua dell'industria editoriale". A fronte di ciò, lo scenario si arricchisce però di contributi importanti con la prima storia "foucaultiana" della teoria queer in Saint Foucault di David Halperin e con la prima introduzione, quasi manualistica, alla teoria queer offerta da Anne Jagose in Queer Theory: An Introduction.

È in questi anni che il termine fa la sua comparsa "ufficiale" in Italia, negli interventi di Liana Borghi e Marco Pustianaz all'Università gay e lesbica d'estate Otia Labronica.
Contemporaneamente oltreoceano l'approccio critico queer ai testi e, soprattutto, ai generi quali che siano, si incontra con i temi delle riflessioni su genere, razza e classe (per esempio nei lavori di bell hooks) e del rapporto tra essere umano, animale e macchina (dialogo questo che prende avvio principalmente con Simians, Cyborg and Women e il cyberfemminismo di Donna Haraway). Nel mondo anglosassone, il volume di pubblicazioni a tema cresce enormemente, accompagnato da una crescente interdisciplinarità; due fattori, questi, che sommati alla crescente specializzazione rendono difficile l'individuazione di opere che possano dirsi mainstream.

## Panoramica
La trasposizione in lingua italiana di "queer" affiancato a "teoria" non rende ragione dell'impatto, volutamente scandaloso, di associare il termine accademicamente alto di teoria con queer, esempio di linguaggio ingiurioso. L'effetto scandaloso voleva misurarsi anche nei confronti della critica gay e lesbica più tradizionale. Si può dire che la teoria queer intendesse porsi come interruzione di una pratica critica gay e lesbica legata alla naturalizzazione dell'omosessuale, ovvero a tutta la traduzione di politica culturale omosessuale che puntava sulla strategia del cosiddetto reverse discourse.
Contro l'effetto naturalizzante del reverse discourse da parte del movimento omosessuale, teso a stabilizzare un'identità omosessuale e a creare una comunità, la teoria queer si augurava di potere interrompere un continuum epistemico rimettendo al centro dell'attenzione il problema delle differenze multiple e sviluppando contemporaneamente le contraddizioni proprie del modo in cui viene comunemente intesa la definizione omo/eterosessuale. Le discrepanze e le incoerenze tra sesso cromosomico, genere e desiderio sessuale diventano l'oggetto privilegiato d'analisi, arrivando ad includere il travestitismo, l'ermafroditismo, l'ambiguità di genere e la chirurgia per il cambiamento di sesso. Gli strumenti più frequentemente usati sono quelli della decostruzione delle rappresentazioni sociali e dell'analisi delle identità sotto la lente della loro performatività.
Con tali oggetti e tali strumenti in mano, la teoria queer, affermando conseguentemente la transitività dei generi, si sforza di mettere in discussione la stabilità dell'identità e delle politiche ad essa legate. Identità non fisse, infatti, non possono essere categorizzate o etichettate e pertanto un singolo aspetto di una persona – aspetto che la precede socialmente e culturalmente nei gruppi identitari che a tali aspetti si rifanno - non può in alcun modo definirla. "Queer" risulta quindi più una critica all'identità che un'identità, mentre la teoria si fa più stringente sul metodo e più povera di un contenuto determinato a priori, assumendo nel complesso la forma di una strategia che destabilizza, destruttura, decostruisce o altrimenti mette in crisi i confini mediante analisi e performance.
Così la problematica della stabilizzazione del queer, dell'uso e della determinazione del termine, diventa il problema del queering, ovvero dell'agire conseguente l'assunzione di una prospettiva e una contestazione queer, puntando avanti senza anticipare l'obiettivo.

## Prostituzione, pornografia e BDSM
Come in altre correnti del femminismo, alcune studiose di teoria queer vedono la prostituzione, la pornografia e il bondage o il sadomasochismo come legittime e valide espressioni della sessualità umana. Questa visione è anzi rafforzata dall'inclusione di tutto ciò che è non-normativo nell'elenco delle identità "performabili". L'elemento chiave sta nel vedere gli atti sessuali come qualcosa di costruito discorsivamente, e non come un insieme di pratiche preesistenti. È importante intendere "discorso" nel senso più ampio del termine, come produzione condivisa di significato - sulla scia appunto di Foucault e della teoria queer stessa. In tal modo l'attività sessuale, con le sue regole e simboli condivisi, si mostrerebbe come qualcosa che costruisce da sé la propria realtà piuttosto che riflettere una sessualità biologica predefinita e "corretta".

Ad esempio, Patrick Califia scrive di come il sadomasochismo incoraggi la fluidità e metta in questione la naturalezza delle dicotomie nella società:
(Feminism and sadomasochism - Patrick Califia)
Questo punto di vista pone tra loro in conflitto branche del femminismo che vedono la prostituzione e la pornografia esclusivamente come meccanismo di oppressione delle donne.

## Critiche
I critici della teoria queer sostengono che un vasto e crescente corpus di prove fisiologiche, genetiche, antropologiche e sociologiche mostra come, scientificamente parlando, l'orientamento e la classificazione sessuale sono più che semplici costrutti sociali. Secondo questo punto di vista, varie caratteristiche biologiche (alcune delle quali genetiche ed ereditarie) giocano un ruolo importante nel plasmare il comportamento sessuale (parte del più ampio dibattito "natura vs cultura"). Certi scienziati affermano che le richieste decostruzioniste sulla scienza (non solo su questo argomento) siano pseudoscienza. Tali critiche, tuttavia, non considerano il fatto che gran parte dei testi nei quali la teoria è stata sviluppata né integrano al proprio interno fonti d'indirizzo scientifico né avanzano alcun desiderio di vero e proprio antagonismo nei confronti della scienza, escludendo casi particolari e quantitativamente limitati.
Numerosi commentatori rispondono a queste critiche affermando che non tutti gli individui sono nettamente classificabili come "maschi" o "femmine", anche su basi strettamente biologiche. Ad esempio, i cromosomi che determinano il sesso (X e Y) possono esistere in combinazioni atipiche (come nella sindrome di Klinefelter [XXY]). Ciò rende difficoltoso l'uso del genotipo come mezzo per definire esattamente due generi distinti. Gli individui intersessuati possono avere, per varie e diverse ragioni biologiche, genitali ambigui. Ma il fatto stesso che si osservano, riguardo alla definizione dei sessi, combinazioni "atipiche" e patologiche come la sindrome di Klinefelter, una malattia rara cromosomica che colpisce un bambino su 500, finirebbe per escludere in tali termini una loro collocazione fisiologica.
Il modo in cui la questione dell'innatezza dell'identità sessuale e di genere è stata rilevante nella ricerca può essere investigato seguendo lo svolgersi delle numerose opere di sessuologia del Dr. John Money, della Johns Hopkins University. I suoi primi lavori indicano che era particolarmente influenzato dalla tesi per cui l'identità di genere è un costrutto sociale, ma nelle opere successive egli sviluppa una descrizione altamente sfumata di tutti gli input che la ricerca implica nella formazione dell'identità di genere di un qualsiasi individuo.
Gli aspetti biologici non sono altrettanto rilevanti per coloro che ritengono che il processo di costruzione prenda avvio nella lingua naturale e nelle categorie che esso plasma tramite il continuo rafforzamento nella mente di ciascuno – ad esempio i pronomi che fanno distinzioni di genere o la ripetizione degli insulti. Nel modello psicologico di Jacques Lacan, la "fase dello specchio" (attorno ai 3 anni, quando un bambino vede sé stesso in uno specchio e crede che l'immagine sia il suo "sé") e lo sviluppo del linguaggio avvengono approssimativamente nello stesso periodo. Pertanto, è possibile che sia il linguaggio a costruire l'intera idea di sé, come pure le distinzioni di genere/sesso. Anche le idee di Ferdinand de Saussure sulle relazioni segno-significante nel linguaggio vengono usate per dimostrare questo concetto: si mostra infatti come nonostante possano esistere delle verità biologiche, la nostra conoscenza e concettualizzazione è sempre mediata da linguaggio e cultura.
Esistono inoltre teorie ibride che combinano nozioni delle teorie sopra esposte su caratteristiche innate e costrutti sociali. Per esempio, si può ipotizzare che abitudini sociali, aspettative e identità siano plasmate da certi "fatti della vita". Questi possono includere strutture innate che vanno da quelle più ovvie (come le differenze tra gli apparati riproduttivi) a quelle più controverse (come l'esistenza di un orientamento sessuale che è fissato all'inizio della nostra vita da fattori genetici, ambientali e simili che determinano il risultato). La ricerca empirica (scientifica) può essere usata per separare la verità dalla congettura e spiegare come questi "fatti della vita" interagiscono con le norme sociali. Sarebbe però riduttivo affermare che il ruolo della teoria queer è quello di esaminare le nozioni biologiche dell'orientamento sessuale e del genere nel contesto della cultura e della storia.